# 曾吉恕
曾吉恕（1936年11月—），男，汉族，广西柳州人，中华人民共和国政治人物，柳城县甘蔗研究中心高级农艺师。第七、八届全国政协委员。